# Електронний торговельний майданчик
Електронний торговельний майданчик  (e-mall) — комплекс організаційних, інформаційних і технічних засобів, які забезпечують взаємодію продавця та покупця через електронні канали зв'язку. Існують як окремі інтернет-системи.
Зазвичай це сайти з категорії В2В, де укладаються угоди та здійснюються розрахункові трансакції. На таких майданчиках зібрана інформація про ціни на продукцію зареєстрованих постачальників, умови оплати та доставки. Сайт надає можливість пошуку та сортування інформації за різними параметрами та можливість здійснення замовлення і його оплати за допомогою системи електронних платежів.